# Lilioideae
Lilioideae é uma subfamília de plantas da família Liliaceae, ordem Liliales  distribuídas em nove gêneros.

## Géneros
- Cardiocrinum
- Erythronium
- Fritillaria
- Gagea
- Lilium
- Lloydia
- Nomocharis
- Notholirion
- Tulipa